# 塞拉圣奎里科
塞拉圣奎里科（義大利語：Serra San Quirico），是意大利安科纳省的一个市镇。总面积49.1平方公里，人口3058人，人口密度62.3人/平方公里（2009年）。ISTAT代码为042047。